# ام هانی بنت ابی‌طالب
فاخته بنت ابیطالب (همچنین به هند و ام هانی معروف است) دخترعمو و یار پیامبر اسلام محمد و خواهر علی بن ابی‌طالب بود. 

## زندگی
او فرزند ارشد ابوطالب بن عبد المطلب و فاطمه بنت اسد : 35, 109 : 196  و از این رو خواهر علی بن ابیطالب بود. 

## ازدواج
همسر ام هانی، هبیره بن ابی وهب، از قبیله ثروتمند مخزوم بود. : 109 
هبیره، که شاعر بود، : 404, 557  به عنوان فردی «خردمند و تأثیرگذار» توصیف شده است. : 356  او و فاخته حداقل چهار پسر داشتند: هانی، یوسف، عمر و جعده. : 110  بخاری همچنین از فرزندی به نام فولان یاد می کند؛ مشخص نیست که آیا این فرزند پنجم بوده یا نام دیگری برای یکی از چهار نفر اول است. و مشخص نیست که آیا آنها دختر نیز داشته اند یا خیر.

## مرگ
تاریخ درگذشت او نامعلوم است. با این حال، او بیش از برادرش علی، که در سال ۶۶۱ میلادی کشته شد، زندگی کرد.